# Plan de revitalisation du Nord-Est
Le plan de revitalisation du Nord-Est, en mandarin : 振兴东北老工业基地, est un programme adopté en 2003 par la république populaire de Chine pour rénover l'économie industrielle du Dongbei. Il concerne ainsi les provinces du Heilongjiang, Jilin et Liaoning, ainsi que 5 préfectures de Mongolie-Intérieure : Xilin Gol, Chifeng, Tongliao, Xing'an et Hulunbuir. 
Le Nord-Est chinois était le cœur industriel du pays pendant l'économie planifiée, et est désormais en perte de vitesse depuis les années 1980 et 1990. Il est parfois appelé « Rust Belt » (« ceinture de la rouille ») pour cela. La poursuite de la croissance est difficile en raison notamment de l'épuisement des ressources naturelles comme le charbon ou le pétrole.
Le plan de revitalisation démarre en 2003, rencontre des succès impressionnants, mais est limité par le surendettement et des faillites. Un nouveau plan est lancé en 2016, qui prévoit d'investir 1 600 milliards de yuans dans 130 projets destinés à restructurer l'économie.